# Vårgårda
Vårgårda es una aglomeración urbana en la provincia histórica Vestrogotia y en la provincia de Västra Götaland. Desde Vårgårda se alcanza Gotemburgo en 40 minutos en tren. La carretera europea E20 pasa por Vårgårda. La posición de Vårgårda, cerca de Gotemburgo con buenas conexiones, ha hecho que la población de Vårgårda ha crecido en los últimos años.